# 島山安昌浩號潛艇
島山安昌浩號潛艇 (SS-083)是岛山安昌浩级的首舰，也是第一艘韓國国产3000吨级潜艇，該潛艇於於2018年9月14日下水，2019年开始海上试航。2022年加入韓國海軍服役。2021年9月15日，該潛艇從水下成功发射了一枚玄武四之四型潛射彈道飛彈。
该艇以韓國獨立運動政治家安昌浩（雅号岛山）命名。